# Necdet
Necdet (nedʒdet) ist ein türkischer männlicher Vorname arabischen Ursprungs. Necdet bedeutet „Mut“ und „Stärke“. Die albanische Version des Namens heißt Nexhdet.

## Namensträger
- Necdet Atsüren (* 1940), türkischer Fußballspieler
- Necdet Mahfi Ayral (1908–2004), türkischer Schauspieler
- Necdet Cici (1913–†), türkischer Fußballspieler, -trainer und Sänger
- Yüksel Necdet Çoruh (1934–2012), türkischer Fußballspieler
- Necdet Darıcıoğlu (1926–2016), hoher türkischer Jurist
- Necdet Ergün (* 1954), türkischer Fußballspieler und -trainer
- Necdet Kaba (* 1985), türkischer Fußballspieler
- Necdet Kent (1911–2002), türkischer Diplomat, „Gerechter unter den Völkern“
- Necdet Özel (* 1950), türkischer Generalstabschef
- Necdet Öztorun (1924–2010), türkischer General
- Ahmet Necdet Sezer (* 1941), türkischer Jurist und Politiker, 10. Staatspräsident der Türkei
- Necdet Ünüvar (* 1960), türkischer Endokrinologe, Hochschullehrer und Politiker
- Necdet Uran (1910–1973), türkischer Admiral
- Necdet Üruğ (1921–2021), türkischer General
- Necdet Yıldırım (1943–1969), türkischer Fußballspieler